# 曉爾科沃
55°54′N 38°01′E / 55.900°N 38.017°E
曉爾科沃（俄语：Щёлково）是俄羅斯莫斯科州的一個城市，位於莫斯科東北約35公里處克利亞濟馬河畔。2002年人口112,865人。
1925年正式建市。

## 姐妹城市
- 拉脫維亞塔爾西
- 德国黑梅爾
- 乌克兰布羅瓦利